# Talinopsis
Talinopsis is een geslacht uit de familie Anacampserotaceae. Het geslacht telt een soort die voorkomt van het zuiden van de Verenigde Staten tot in Mexico.

## Soorten
- Talinopsis frutescens A.Gray